# Nicolas Ouédec
Nicolas Pierre Ouédec (Lorient, 28 oktober 1971) is een Frans voormalig voetballer die als aanvaller speelde.

## Clubcarrière
Ouédec speelde in de jeugd bij CS Queven en brak vanaf 1989 door bij FC Nantes. In 1994 werd hij samen met Roger Boli en Youri Djorkaeff gedeeld topscorer van de Ligue 1. In 1996 ging hij naar RCD Espanyol en in 1998 speelde hij kortstondig voor PSG. Hierna speelde hij voor Montpellier HSC en in België voor RAA Louviéroise. Hij sloot zijn loopbaan in 2004 in China af toen hij voor Dalian Shide en Shandong Luneng gespeeld had.

## Interlandcarrière
Tussen 1994 en 1997 speelde Ouédec zeven keer voor het Frans voetbalelftal waarbij hij één doelpunt maakte.

## Erelijst
- 1994: Topscorer van de Ligue 1
- 1994: Kirin Cup (Frankrijk)
- 1995: Ligue 1 (Nantes)
- 1998: Trophée des Champions (PSG)
- 2004: Kampioen van China
- 2004: Beker van China